# Фриц IV фон дер Шуленбург
Фриц IV фон дер Шуленбург (на немски: Fritz IV Graf von der Schulenburg; * ок. 1430; † пр. 1510) е граф от „Бялата линия“ на благородническия род „фон дер Шуленбург“.

## Произход
Той е най-големият син на рицар Бусо I фон дер Шуленбург († 1475/1477) и първата му съпруга Елизабет фон Оберг († пр. 1439). Баща му се жени втори път пр. 1430 г. за Армгард Елизабет фон Алвенслебен. Внук е на рицар Фриц I фон дер Шуленбург († сл. 1415).
През 14 век синовете на Вернер II фон дер Шуленбург († сл. 1304) разделят фамилията в Алтмарк на две линии, рицар Дитрих II (1304 – 1340) основава „Черната линия“, по-малкият му брат рицар Бернхард I († сл. 1340) „Бялата линия“. Днес родът е от 22. генерация.

## Фамилия
Първи брак: ок. 1458 г. с Кунигунда фон Бартенслебен (* ок. 1439; † 1501), дъщеря на Гюнтер фон Бартенслебен (1405 – 1453) и фон Бюлов (* ок. 1407).. Те имат четирима сина:
- Гюнтер фон дер Шуленбург († 1508/1509), граф, женен за Анна фон Есторф; имат една дъщеря
- Албрехт III фон дер Шуленбург († 14 декември 1540), граф, женен за Агата фон Бюлов († 1541), дъщеря на Георг фон Бюлов († пр. 1516) и първата му съпруга фон Бодендик; имат 11 деца
- Антон I фон дер Шуленбург († сл. 1515/сл. 1516), граф, неженен
- Каспар I (Яспер) фон дер Шуленбург († 1524/1527), граф, неженен

Втори брак: с Анна? фон дем Берге. Те имат две деца:
- Фриц VI фон дер Шуленбург († сл. 1549/сл. 1562), граф, женен I. за Доротея фон Малтцан, II. пр. 1483 г. за Емеренция фон дер Асебург, дъщеря на Хайнрих фон дер Асебург († ок. 1522) и фон Велтхайм
- Кунигунда фон дер Шуленбург († 1539), графиня, омъжена за Херман фон Котце